# Sri Lanka Sevens 2015
Sri Lanka Sevens 2015 – pierwsza edycja wchodzącego w skład mistrzostw Azji turnieju Sri Lanka Sevens przeznaczonego dla męskich reprezentacji narodowych w rugby 7. Odbyła się w dniach 10–11 października 2015 roku na Colombo Racecourse Ground w Kolombo będąc trzecim turniejem sezonu 2015.

## Informacje ogólne
Rozegrane na Colombo Racecourse Ground zawody były trzecim turniejem sezonu 2015 i ostatecznie wzięło w nich udział jedenaście reprezentacji. Drużyny rywalizowały w pierwszym dniu systemem kołowym podzielone na cztery grupy, po czym w drugim dniu osiem najlepszych awansowało do ćwierćfinałów, a pozostałe trzy zmierzyły się w walce o Bowl ponownie systemem kołowym. W fazie grupowej spotkania toczone były bez ewentualnej dogrywki, za zwycięstwo, remis i porażkę przysługiwały odpowiednio trzy, dwa i jeden punkt, brak punktów natomiast za nieprzystąpienie do meczu. W przypadku remisu w fazie pucharowej organizowana była dogrywka składająca się z dwóch pięciominutowych części, z uwzględnieniem reguły nagłej śmierci. Przystępujące do turnieju reprezentacje mogły liczyć maksymalnie dwunastu zawodników. Zespoły zostały rozstawione na podstawie wyników drugiego turnieju.
Po raz trzeci w sezonie triumfowali reprezentanci Japonii, zdobywając mistrzostwo kontynentu nie odnosząc porażki w całym cyklu. Najwięcej punktów w turnieju (46) zdobył Japończyk Katsuyuki Sakai, w klasyfikacji przyłożeń z sześcioma ex aequo zwyciężyli przedstawiciele gospodarzy Srinath Sooriyabandara i Danushka Ranjan.

## Faza grupowa

### Grupa A
| 10 października 201511:58 | Zjednoczone Emiraty Arabskie | 14:19 | Chińskie Tajpej | Colombo Racecourse Ground, Kolombo |
| 10 października 201511:58 |                              | 14:19 |                 | Colombo Racecourse Ground, Kolombo |

| 10 października 201515:00 | Japonia | 35:7 | Chińskie Tajpej | Colombo Racecourse Ground, Kolombo |
| 10 października 201515:00 |         | 35:7 |                 | Colombo Racecourse Ground, Kolombo |

| 10 października 201517:56 | Japonia | 36:7 | Zjednoczone Emiraty Arabskie | Colombo Racecourse Ground, Kolombo |
| 10 października 201517:56 |         | 36:7 |                              | Colombo Racecourse Ground, Kolombo |

### Grupa B
| 10 października 201512:20 | Malezja | 21:19 | Filipiny | Colombo Racecourse Ground, Kolombo |
| 10 października 201512:20 |         | 21:19 |          | Colombo Racecourse Ground, Kolombo |

| 10 października 201515:22 | Sri Lanka | 38:7 | Filipiny | Colombo Racecourse Ground, Kolombo |
| 10 października 201515:22 |           | 38:7 |          | Colombo Racecourse Ground, Kolombo |

| 10 października 201518:18 | Sri Lanka | 40:0 | Malezja | Colombo Racecourse Ground, Kolombo |
| 10 października 201518:18 |           | 40:0 |         | Colombo Racecourse Ground, Kolombo |

### Grupa C
| 10 października 201515:44 | Hongkong | 29:14 | Chiny | Colombo Racecourse Ground, Kolombo |
| 10 października 201515:44 |          | 29:14 |       | Colombo Racecourse Ground, Kolombo |

| 10 października 201518:40 | Chiny | 0:24 | Hongkong | Colombo Racecourse Ground, Kolombo |
| 10 października 201518:40 |       | 0:24 |          | Colombo Racecourse Ground, Kolombo |

### Grupa D
| 10 października 201512:42 | Singapur | 0:22 | Tajlandia | Colombo Racecourse Ground, Kolombo |
| 10 października 201512:42 |          | 0:22 |           | Colombo Racecourse Ground, Kolombo |

| 10 października 201516:06 | Korea Południowa | 14:21 | Tajlandia | Colombo Racecourse Ground, Kolombo |
| 10 października 201516:06 |                  | 14:21 |           | Colombo Racecourse Ground, Kolombo |

| 10 października 201519:02 | Korea Południowa | 19:0 | Singapur | Colombo Racecourse Ground, Kolombo |
| 10 października 201519:02 |                  | 19:0 |          | Colombo Racecourse Ground, Kolombo |

## Faza pucharowa

### Cup
|  |                  |                  |              |          |    |           |           |           |                   |                   |                   |       |       |
|  | Ćwierćfinały     | Ćwierćfinały     | Ćwierćfinały |          |    | Półfinały | Półfinały | Półfinały |                   |                   | Finał             | Finał | Finał |
|  | Ćwierćfinały     | Ćwierćfinały     | Ćwierćfinały |          |    | Półfinały | Półfinały | Półfinały |                   |                   | Finał             | Finał | Finał |
|  |                  |                  |              |          |    |           |           |           |                   |                   |                   |       |       |
|  |                  |                  |              |          |    |           |           |           |                   |                   |                   |       |       |
|  | Sri Lanka        | Sri Lanka        | 19           |          |    |           |           |           |                   |                   |                   |       |       |
|  | Sri Lanka        | Sri Lanka        | 19           |          |    |           |           |           |                   |                   |                   |       |       |
|  | Korea Południowa | Korea Południowa | 12           |          |    |           |           |           |                   |                   |                   |       |       |
|  | Korea Południowa | Korea Południowa | 12           |          |    | Sri Lanka | Sri Lanka | 19        |                   |                   |                   |       |       |
|  |                  |                  |              |          |    | Sri Lanka | Sri Lanka | 19        |                   |                   |                   |       |       |
|  |                  |                  | Japonia      | Japonia  | 26 |           |           |           |                   |                   |                   |       |       |
|  | Japonia          | Japonia          | Japonia      | Japonia  | 26 | 31        |           |           |                   |                   |                   |       |       |
|  | Japonia          | Japonia          |              |          |    |           |           |           |                   |                   |                   |       |       |
|  | Chiny            | Chiny            | 5            |          |    |           |           |           |                   |                   |                   |       |       |
|  | Chiny            | Chiny            | 5            |          |    | Japonia   | Japonia   | 29        |                   |                   |                   |       |       |
|  |                  |                  |              |          |    |           | Japonia   | 29        |                   |                   |                   |       |       |
|  |                  |                  | Hongkong     | Hongkong | 22 |           |           |           |                   |                   |                   |       |       |
|  | Tajlandia        | Tajlandia        | Hongkong     | Hongkong | 22 | 0         |           |           |                   |                   |                   |       |       |
|  | Tajlandia        | Tajlandia        |              |          |    |           |           |           |                   |                   |                   |       |       |
|  | Malezja          | Malezja          | 43           |          |    |           |           |           |                   |                   |                   |       |       |
|  | Malezja          | Malezja          | 43           |          |    | Malezja   | Malezja   | 7         | Mecz o 3. miejsce | Mecz o 3. miejsce | Mecz o 3. miejsce |       |       |
|  |                  |                  |              |          |    | Malezja   | Malezja   | 7         | Mecz o 3. miejsce | Mecz o 3. miejsce | Mecz o 3. miejsce |       |       |
|  |                  |                  | Hongkong     | Hongkong | 38 |           |           |           |                   |                   |                   |       |       |
|  | Hongkong         | Hongkong         | Hongkong     | Hongkong | 38 | 33        |           |           |                   |                   |                   |       |       |
|  | Hongkong         | Hongkong         |              |          |    |           |           | Sri Lanka | Sri Lanka         | 45                |                   |       |       |
|  | Chińskie Tajpej  | Chińskie Tajpej  | 5            |          |    |           |           |           | Sri Lanka         | 45                |                   |       |       |
|  | Chińskie Tajpej  | Chińskie Tajpej  | 5            |          |    |           |           | Malezja   | Malezja           | 12                |                   |       |       |
|  |                  |                  |              |          |    |           |           |           | Malezja           | 12                |                   |       |       |

| 11 października 201511:20 | Sri Lanka | 19:12 | Korea Południowa | Colombo Racecourse Ground, Kolombo |
| 11 października 201511:20 |           | 19:12 |                  | Colombo Racecourse Ground, Kolombo |

| 11 października 201511:42 | Japonia | 31:5 | Chiny | Colombo Racecourse Ground, Kolombo |
| 11 października 201511:42 |         | 31:5 |       | Colombo Racecourse Ground, Kolombo |

| 11 października 201512:04 | Tajlandia | 0:43 | Malezja | Colombo Racecourse Ground, Kolombo |
| 11 października 201512:04 |           | 0:43 |         | Colombo Racecourse Ground, Kolombo |

| 11 października 201512:26 | Hongkong | 33:5 | Chińskie Tajpej | Colombo Racecourse Ground, Kolombo |
| 11 października 201512:26 |          | 33:5 |                 | Colombo Racecourse Ground, Kolombo |

| 11 października 201515:22 | Sri Lanka | 19:26 | Japonia | Colombo Racecourse Ground, Kolombo |
| 11 października 201515:22 |           | 19:26 |         | Colombo Racecourse Ground, Kolombo |

| 11 października 201515:34 | Malezja | 7:38 | Hongkong | Colombo Racecourse Ground, Kolombo |
| 11 października 201515:34 |         | 7:38 |          | Colombo Racecourse Ground, Kolombo |

| 11 października 201519:15 | Japonia | 29:22 | Hongkong | Colombo Racecourse Ground, Kolombo |
| 11 października 201519:15 |         | 29:22 |          | Colombo Racecourse Ground, Kolombo |

| 11 października 201518:08 | Sri Lanka | 45:12 | Malezja | Colombo Racecourse Ground, Kolombo |
| 11 października 201518:08 |           | 45:12 |         | Colombo Racecourse Ground, Kolombo |

### Plate
|  |                  |                  |                 |                   |    |                  |                  |       |
|  | Półfinały        | Półfinały        | Półfinały       |                   |    | Finał            | Finał            | Finał |
|  | Półfinały        | Półfinały        | Półfinały       |                   |    | Finał            | Finał            | Finał |
|  |                  |                  |                 |                   |    |                  |                  |       |
|  |                  |                  |                 |                   |    |                  |                  |       |
|  | Korea Południowa | Korea Południowa | 7               |                   |    |                  |                  |       |
|  | Korea Południowa | Korea Południowa | 7               |                   |    |                  |                  |       |
|  | Chiny            | Chiny            | 5               |                   |    |                  |                  |       |
|  | Chiny            | Chiny            | 5               |                   |    | Korea Południowa | Korea Południowa | 17    |
|  |                  |                  |                 |                   |    | Korea Południowa | Korea Południowa | 17    |
|  |                  |                  | Chińskie Tajpej | Chińskie Tajpej   | 10 |                  |                  |       |
|  | Tajlandia        | Tajlandia        | Chińskie Tajpej | Chińskie Tajpej   | 10 | 0                |                  |       |
|  | Tajlandia        | Tajlandia        |                 |                   |    |                  |                  |       |
|  | Chińskie Tajpej  | Chińskie Tajpej  | 21              |                   |    |                  |                  |       |
|  | Chińskie Tajpej  | Chińskie Tajpej  | 21              | Mecz o 3. miejsce |    |                  |                  |       |
|  |                  |                  |                 |                   |    |                  |                  |       |
|  |                  |                  |                 |                   |    |                  |                  |       |
|  |                  |                  |                 |                   |    |                  |                  |       |
|  | Chiny            | Chiny            | 26              |                   |    |                  |                  |       |
|  | Chiny            | Chiny            | 26              |                   |    |                  |                  |       |
|  | Tajlandia        | Tajlandia        | 19              |                   |    |                  |                  |       |
|  | Tajlandia        | Tajlandia        | 19              |                   |    |                  |                  |       |

| 11 października 201514:38 | Korea Południowa | 7:5 | Chiny | Colombo Racecourse Ground, Kolombo |
| 11 października 201514:38 |                  | 7:5 |       | Colombo Racecourse Ground, Kolombo |

| 11 października 201515:00 | Tajlandia | 0:21 | Chińskie Tajpej | Colombo Racecourse Ground, Kolombo |
| 11 października 201515:00 |           | 0:21 |                 | Colombo Racecourse Ground, Kolombo |

| 11 października 201517:24 | Korea Południowa | 17:10 | Chińskie Tajpej | Colombo Racecourse Ground, Kolombo |
| 11 października 201517:24 |                  | 17:10 |                 | Colombo Racecourse Ground, Kolombo |

| 11 października 201517:02 | Chiny | 26:19 | Tajlandia | Colombo Racecourse Ground, Kolombo |
| 11 października 201517:02 |       | 26:19 |           | Colombo Racecourse Ground, Kolombo |

### Bowl
| 11 października 201509:30 | Zjednoczone Emiraty Arabskie | 19:12 | Filipiny | Colombo Racecourse Ground, Kolombo |
| 11 października 201509:30 |                              | 19:12 |          | Colombo Racecourse Ground, Kolombo |

| 11 października 201512:48 | Filipiny | 19:21 | Singapur | Colombo Racecourse Ground, Kolombo |
| 11 października 201512:48 |          | 19:21 |          | Colombo Racecourse Ground, Kolombo |

| 11 października 201515:56 | Zjednoczone Emiraty Arabskie | 29:0 | Singapur | Colombo Racecourse Ground, Kolombo |
| 11 października 201515:56 |                              | 29:0 |          | Colombo Racecourse Ground, Kolombo |

## Klasyfikacja końcowa
| Miejsce | Reprezentacja                | Punkty |
| ------- | ---------------------------- | ------ |
| 1       | Japonia                      | 12     |
| 2       | Hongkong                     | 11     |
| 3       | Sri Lanka                    | 10     |
| 4       | Malezja                      | 9      |
| 5       | Korea Południowa             | 8      |
| 6       | Chińskie Tajpej              | 7      |
| 7       | Chiny                        | 6      |
| 8       | Tajlandia                    | 5      |
| 9       | Zjednoczone Emiraty Arabskie | 4      |
| 10      | Singapur                     | 3      |
| 11      | Filipiny                     | 2      |